# Itabuna
Itabuna är en stad och kommun i östra Brasilien och ligger i delstaten Bahia. Folkmängden uppgår till cirka 200 000 invånare. Den jämnstora kuststaden Ilhéus ligger cirka tre mil österut.

## Befolkningsutveckling
| Område     | Areal (km²)   | Invånarantal 1 augusti 2000 | Invånarantal 1 augusti 2010 | Invånarantal 1 juli 2014 |
| ---------- | ------------- | --------------------------- | --------------------------- | ------------------------ |
| Kommun     | 432,24        | 196 675                     | 204 667                     | 218 925                  |
| Centralort | Ingen uppgift | 191 184                     | 199 643                     | Ingen uppgift            |